# UFC Fight Night: Lemos vs. Andrade
UFC Fight Night: Lemos vs. Andrade (también conocido como UFC Fight Night 205 y UFC en ESPN+ 63) fue un evento de artes marciales mixtas producido por Ultimate Fighting Championship que tuvo lugar el 23 de abril de 2022 en el UFC Apex en Enterprise, Nevada, parte del área metropolitana de Las Vegas, Estados Unidos.

## Antecedentes
El combate femenino de peso paja entre la ex Campeona de Peso Paja de la UFC Jéssica Andrade y Amanda Lemos encabezó el evento.
Se esperaba un combate de peso mosca femenino entre Montana De La Rosa y Maycee Barber en UFC 269, pero se pospuso debido a que De La Rosa se lesionó. El combate se reprogramó para este evento.
Se programó un combate de peso pesado entre Tanner Boser y Rodrigo Nascimento para el evento. Sin embargo, Nascimento se retiró del evento por razones desconocidas y fue sustituido por Alexander Romanov. A su vez, Boser tuiteó el 18 de abril que estaba fuera del combate debido a una lesión. Fue sustituido por Chase Sherman. Posteriormente, Sherman fue considerado incapaz de competir debido a un problema de salud menor en el día del evento y el combate fue aplazado para UFC on ESPN: Font vs. Vera.
Se esperaba un combate de peso medio entre Jordan Wright y Roman Kopylov para el evento. Sin embargo, Kopylov se retiró por razones médicas y fue sustituido por Marc-André Barriault en un peso acordado de 190 libras.
Se esperaba que Damir Hadžović se enfrentara a Steve Garcia en un combate de peso ligero en el evento. El combate se canceló por problemas de visa relacionados con Hadžović.
Se esperaba que Louis Cosce y Preston Parsons se enfrentaran en un combate de peso wélter en el evento. Sin embargo, Cosce anunció su retirada del evento el 16 de abril tras dar positivo por COVID-19. Fue sustituido por Evan Elder.
Se esperaba un combate de peso mosca entre el ex Campeón de Peso Gallo de Rizin Manel Kape y Su Mudaerji en el evento. Sin embargo, apenas dos días antes del evento, Kape se retiró por motivos personales y el combate se canceló.

## Premios de bonificación
Los siguientes luchadores recibieron bonificaciones de $50000 dólares.
- Pelea de la Noche: Sergey Khandozhko vs. Dwight Grant
- Actuación de la Noche: Jéssica Andrade y Claudio Puelles